# Jim Cleamons
James Mitchell "Jim" Cleamons (ur. 13 września 1949 w Lincolnton) – amerykański koszykarz, obrońca, mistrz NBA jako zawodnik oraz dziewięciokrotnie, jako asystent trenera, zaliczony do drugiego składu najlepszych obrońców NBA, obecnie asystent trenera drużyny szkoły średniej Yeshiva University High Schools of Los Angeles. 
W latach 2014–2016 pełnił funkcję asystenta trenera New York Knicks.

## Osiągnięcia
NCAA
- Wybrany do Ohio Basketball Hall of Fame (2008)[4]

NBA
- Mistrz NBA (1972)[1]
- Wybrany do II składu defensywnego NBA (1976)[2]

Reprezentacja
- Wicemistrz Uniwersjady (1970)[5]

Trenerskie
- 9–krotny mistrz NBA jako asystent trenera (1991–1993, 1996, 2000–2002, 2009–2010)[1]
- 2–krotny wicemistrz NBA jako asystent trenera (2004, 2008)[1]